# Гидроромеит
Гидроромеит (Ca2-xSb25+(O,OH)6-7 * n H2O) — минерал класса окислов,надгруппы пирохлора группы стибиконита. Назван по сходству с ромеитом и по содержанию воды.

## Характерные выделения
Плотные или порошковатые массы, корки, примазки, землистые налеты, гроздевидные скорлуповидные выделения; обычны псевдоморфозы по антимониту.

## Структура и морфология кристаллов.
Кубическая сингония. Пространственная группа – Fd3m; параметр ячейки a0 = 1,026—1,03 нм; ; Z = 8. Изоструктурен с пирохлором.

### Физические свойства
Свойства непостоянны, меняются главным образом в зависимости от содержания кальция и воды. Излом неровный, землистый. Твердость 4—5 до 6 в плотных разностях, 3—4 у землистых агрегатов. Удельный вес 3,32—4,01. Цвет белый, бледно-желтый, серый, кремово-белый, оранжевый. Черта светло-желтая до белой. Блеск стеклянный до жирного, у землистых разностей матовый. Непрозрачны до просвечивающих.

### Микроскопическая характеристика
В шлифах в проходящем свете часто мутные, окраска бесцветная до желтого, иногда желтовато-бурый. Изотропен n = 1,64—1,698, редко 1,72. В полированных шлифах в отраженном свете серый. Внутренние рефлексы желтовато-белые. Отражающая способность 10—11%.  

### Химические свойства
Теоретический состав при формуле Ca2-xSb25+(O,OH)6-7 * n H2O: Sb — 76,37; O — 21,75; H2O—1,88. Кроме окислов Sb, Ca и H2O в гидроромеите установлены небольшие количества Fe2O3, MgO, реже K2O, Na2O, ZnO, As2O3, Al2O3.  По данным спектральных анализов отмечаются Ag, Ba, Sr, Pb, Ti, Cr, Ni.  В кислотах нерастворимы. Перед паяльной трубкой на угле в смеси с содой дает белый налет, при обработке восстановительным пламенем — металлическую сурьму.

## Нахождение
Гидроромеит — характерный минерал зоны окисления некоторых сурьмяных и сурьмяно-ртутных месторождений; обычно образуют тонкие смеси с другими гипергенными сурьмяными минералами. Встречается в ферберито-антимонитовых месторождениях. Развивается преимущественно по антимониту, изредка по сложным сульфидам. Ассоцируется с кварцем, иногда с карбонатами, фюоритом, гидросервантитом, кермезитом, валентинитом.  Стибиконит и гидроромерит иногда встречаются в одних и тех же месторождениях, но не всегда в непосредственной ассоциации. Гидроромеит известен в некоторых месторождениях Испании, в Айдаркане. Гидроромеит иногда встречается с стибиконитом в одних и тех же месторождениях, но не всегда в непосредственной ассоциации. В Игерас (Испания) гидроромеит установлен в ассоциации с карбонатами.

## Практическое значение
Гидроромеит — составная часть сурьмяных руд.